# Motorový vůz M 132.0
Motorové vozy řady M 132.0 byly prvními motorovými vozy s elektrickým přenosem výkonu v provozu ČSD. Byly vyrobeny v počtu pěti kusů v letech 1927 a 1928 ve vagónce Studénka. Vozy řady M 132.0 byly určeny pro regionální tratě.

## Konstrukce
Jednalo se o dvounápravové vozy s elektrickým přenosem výkonu systému Gebus s potlačovanými otáčkami. Pohon zajišťoval benzínový motor Gräf & Stift o výkonu 74 kW, trakční motory a hlavní generátor byly značky Elin. Vozová skříň prvního vozu (M 132.001) byla celokovové konstrukce spojená nýty. Protože její hmotnost byla poměrně velká, zbylé čtyři vyrobené vozy měli skříň odlehčenou (dřevěná kostra z vnější strany oplechovaná). Interiér vozu byl rozdělen na dva nástupní prostory v představcích, které sloužily zároveň jako stanoviště strojvedoucího, a velkoprostorový oddíl pro cestující, kde byla sedadla uspořádána systémem 3+2.

## Vývoj, výroba a provoz
Vývoj motorového vozu řady M 132.0 začal ve studénecké vagónce na konci roku 1926, první vyrobený vůz M 132.001 byl ČSD předán v říjnu 1927. Jednalo se o první motorový vůz s elektrickým přenosem výkonu v provozu ČSD. Po zkouškách na začátku roku 1928 byl zařazen do pravidelného provozu na místní trati Rudoltice v Čechách – Lanškroun, kam byly později dodány i další tři vozy téže řady. Za první republiky jezdily vozy řady M 132.0 i na trati Kostelec u Jihlavy – Slavonice. Byly ale poměrně poruchové (především motor).